# St. Agatha (Maumke)

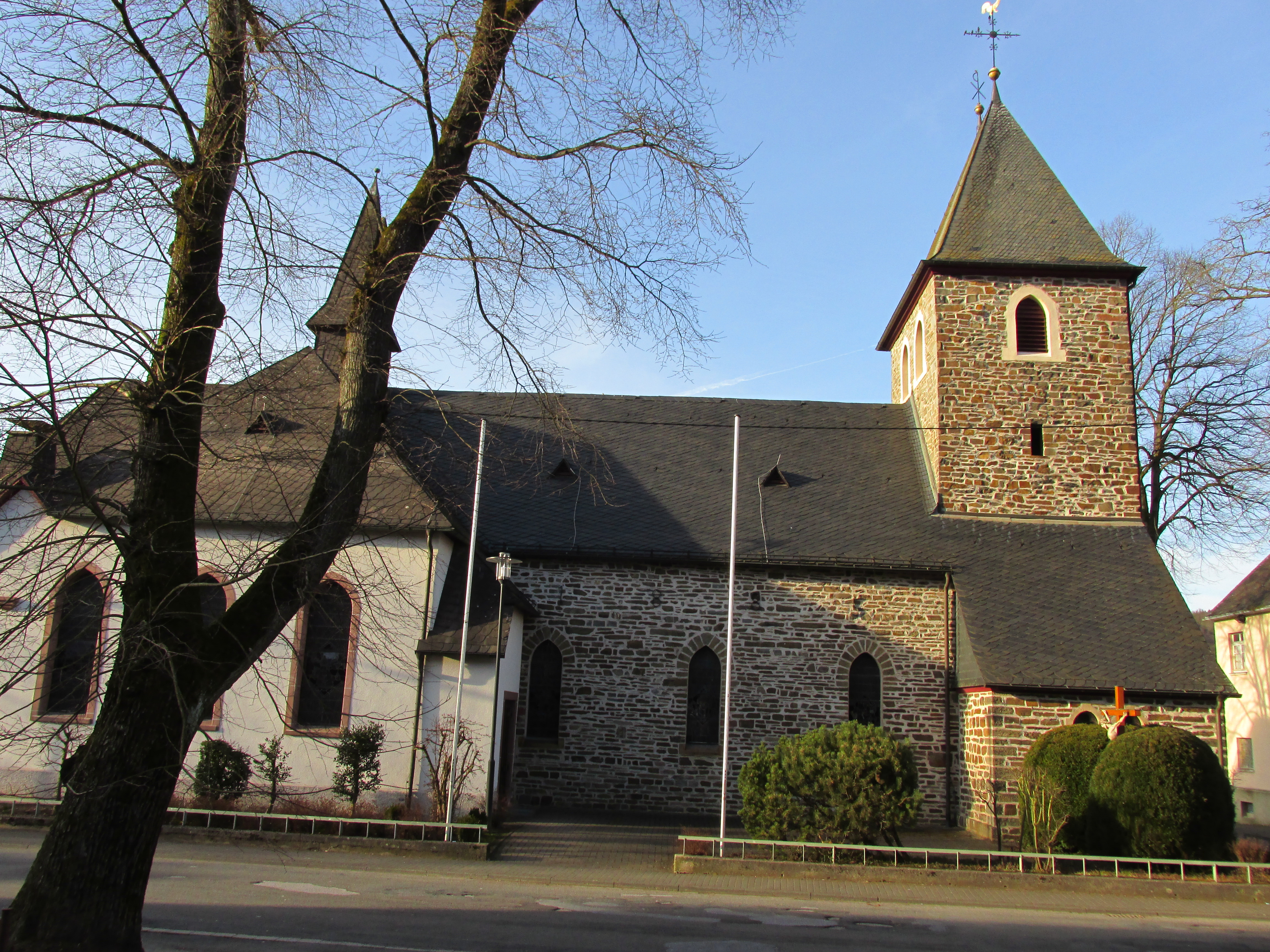
St.-Agatha-Kirche

St. Agatha ist eine römisch-katholische Kirche in Maumke, einem Ortsteil von Lennestadt im Kreis Olpe in Nordrhein-Westfalen. Kirchenpatronin ist St. Agatha.
Die seit 1919 selbständige Pfarrvikarie St. Agatha Maumke gehört zum Pastoralverbund Lennestadt, dem elf weitere Pfarreien bzw. Pfarrvikarien angehören.

## Baugeschichte
Die heutige Agathakirche ist der Nachfolgerbau der Lucia-Kapelle, die sich an gleicher Stelle befunden hatte. Diese wird 1631 erstmals erwähnt und der Lucia-Altar wurde im Juli 1647 geweiht. Aufgrund massiver Renovierungsbedürftigkeit wurde die Kapelle 1885 abgerissen und am 19. März 1885 der Grundstein für die neue Agathakirche gelegt. Geweiht wurde die neue Kirche im Mai 1886. Im Jahr 1923 fand eine Erweiterung der Kirche um ein Querschiff statt. Im Spätherbst 1939 wurde ein neuer Kirchturm errichtet, in dem drei Glocken Platz fanden, die für Kriegszwecke eingeschmolzen wurden. Erst im Jahr 1949 konnten neue Glocken angeschafft und geweiht werden.

## Innenrenovierung
In den Jahren 1977 und 1978 wurde die Kirche umfangreich renoviert. Sie erhielt von dem bekannten Essener Glasmaler Nikolaus Bette gestaltete neue Fenster; ausführende Werkstatt war die Glasmalerei Otto Peters aus Paderborn. Die Darstellungen orientieren sich – jeweils im Innenraum seitlich gegenüberliegend – an Zeugnissen des Alten Testaments (u. a. Opferung des Isaak, Mose schlägt Wasser aus dem Felsen, Bewirtung der drei Männer durch Abraham) und des Neuen Testaments (u. a. Wundersame Brotvermehrung, Hochzeit zu Kana, Kreuzigung Jesu). Insgesamt sind 17 neue Kirchenfenster geschaffen worden, davon jeweils 2 Fenster in der Sakristei und im Altarraum und 12 weitere im Mittel und Querschiff; sie wurden im Rahmen einer Jubiläumsschrift zum 100-jährigen Bestehen der Kirchengemeinde einzeln beschrieben.
Neben der Installation neuer Fenster umfassten die Renovierungen auch den Fußboden, die Wandbemalung und den Altarraum. Die Arbeiten erstreckten sich über einen Zeitraum von ca. sechs Monaten. Im September 1978 stand die erneuerte Kirche der Gemeinde wieder zur Verfügung. Der damalige Weihbischof Paul Josef Cordes hat im Rahmen eines feierlichen Gottesdienstes die Segnung des neuen Altars vorgenommen.